# Jívaro
Jívaro (Shuar, Jibaro), pleme američkih Indijanaca porodice Jivaroan nastanjeno u Ekvadoru u područjima uz rijeke Zamora, Panki, Paute, Santiago, Yaupi, Tutanangoza, Upano, Chiguaza, Palora i Macuma, te dijelom i uz rijeku Pastaza u provincijama Zamora-Chinchipe, Morona Santiago i južnim predjelima provincije Pastaza, Ekvador. Shuar Indijanci podijeljeni su na 3 lokalne grupe, to su Muraya Shuar, Untsuri Shuar (planinska grupa) i Pakamaya Shuar. 
Naziv Jivaro Indijanci su dobili od bijelaca i mestika i Jivarosi ga oštro kritiziraju nazivajući sebe vlastitim plemenskim imenima Shuar i Achuar (drugo njihovo pleme). Socijalna organizacija temelji se na poliginiji. Glavne djelatnosti su im i danas lov, ribolov i sakupljanje, dok uzgoj stoke i agrikultura imaju manji značaj za njihovu ekonomiju. Danas ima dosta Jivarosa koji žive i po urbanim središtima, a neki su među njima aktivni i u socijalnom i političkom životu na lokalnoj, nacionalon i međunarodnoj razini.
Jivaro Indijanci svakako su najpoznatiji po svojima trofejima-glava. Oni bijahu lovci na glave koji su iste posebnim načinom uspijevali da smanje na veličinu naranče. Ovako smanjene glave poznate kao tsantsa(s) postale su kasnije predmetom trgovine i dosizale astronomske cijene koje su nudili bogati ekstravagantni kolekcionari ovakvih trofeja. 
Jivaro Indijanci jezično su srodni grupama Indijanaca Aguaruna, Achual, Paltas i još nekima s kojima pripadaju porodici Jivaroan.

## Vanjske poveznice
- The Jivaro Indians : History of the Shuar : Shrunken Heads
- Origins of the Shrunken Head  Arhivirana inačica izvorne stranice od 4. rujna 2003. (Wayback Machine)